# Wilfriede Heyer
Wilfriede Heyer geb. Roscher (* 16. Oktober 1937 in Chemnitz; † 9. August 2017 in Braunschweig) war eine deutsche Politikerin (SPD).
Heyer besuchte die Grundschule und begann im Anschluss ihre Ausbildung zur Großhandelsfrau. Im Jahr 1957 siedelte sie nach Niedersachsen um und besuchte das Braunschweig-Kolleg. Hier legte sie die Hochschulreife ab. Sie wurde Mitglied der Gewerkschaft Handel, Banken und Versicherungen und trat im Jahr 1958 der SPD bei. In ihrer Partei wurde sie zum Vorstandsmitglied des Unterbezirks in Braunschweig sowie des Ortsvereins in Heidberg gewählt. Ferner war sie Mitglied des Vorstandes der Arbeiterwohlfahrt im Kreisverband in Braunschweig und Vorstandsmitglied der Deutsch-Tunesischen Gesellschaft im Stadtverband in Braunschweig. Zwischen 1972 und 1976 war sie Bürgermitglied im Jugendwohlfahrtsausschuss der Stadt Braunschweig.

## Öffentliche Ämter
Von 1976 bis 1982 war sie SPD-Ratsherrin in Braunschweig. Hier wurde sie zur stellvertretenden Vorsitzenden des Jugendwohlfahrtsausschussess gewählt und war Mitglied des Haushaltsausschusses sowie des Verwaltungsausschusses. 
Ferner gehörte sie dem Niedersächsischen Landtages in der zehnten und elften Wahlperiode vom 21. Juni 1982 bis zum 20. Juni 1990 an. Sie war in ihrer ersten Amtsperiode Schriftführerin des Niedersächsischen Landtages vom 22. Juni 1982 bis zum 20. Juni 1986. In ihrer zweiten Amtszeit war sie Vorsitzende des Ausschusses für Umweltfragen vom 10. Juli 1986 bis zum 20. Juni 1990.